# Zanzibars stenstad
För andra betydelser, se Zanzibar (olika betydelser).
Zanzibars stenstad (swahili: Mji Mkongwe; engelska: Stone Town) är en del av staden Zanzibar på ön med samma namn utanför Tanzania, och upptogs 2000 på Unescos världsarvslista då den är ett utmärkt exempel på en swahilisk handelsstad på den afrikanska östkusten. Den visar på kulturella influenser under mer än ett årtusende från det afrikanska, men även från det indiska, europeiska, men främst från det arabiska kulturarvet. De flesta byggnader är från mitten av 1800-talet.
Zanzibar har en stor symbolisk betydelse då det var en av Östafrikas största slavmarknader, som en av de viktigaste hamnarna för den Indiskoceanska slavhandeln, men även den bas från vilken slaverimotståndare, såsom David Livingstone, verkade.
Världsarven Zanzibars stenstad och Hansestaden Visby samarbetar.
Artisten Freddie Mercury, sångare i rockgruppen Queen, föddes här.

## Galleri

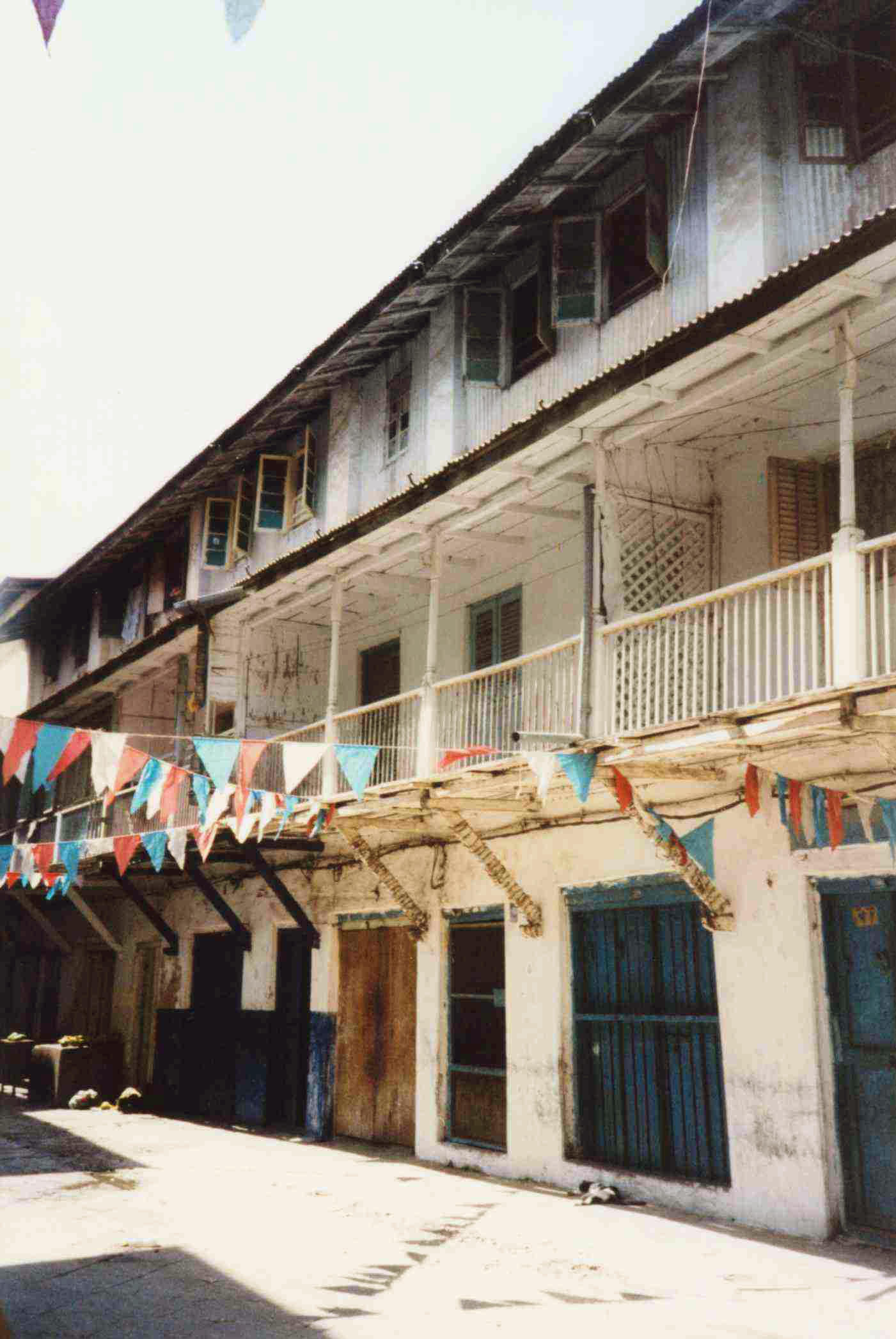
Huset där Freddie Mercury föddes.
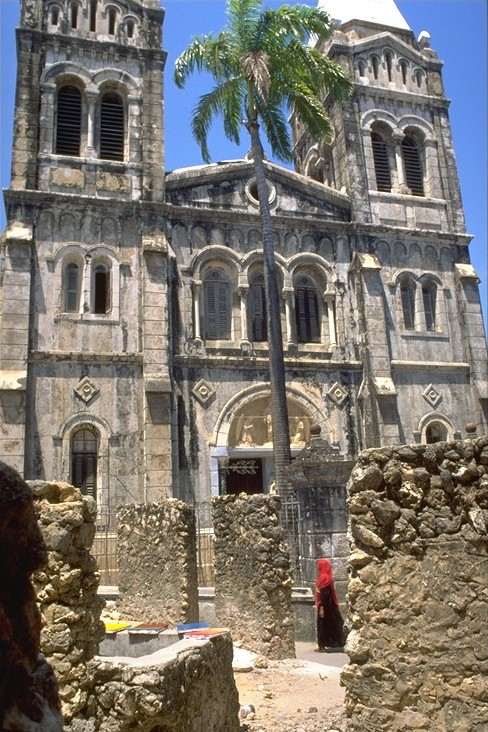
Byggnad i Zanzibars stenstad.
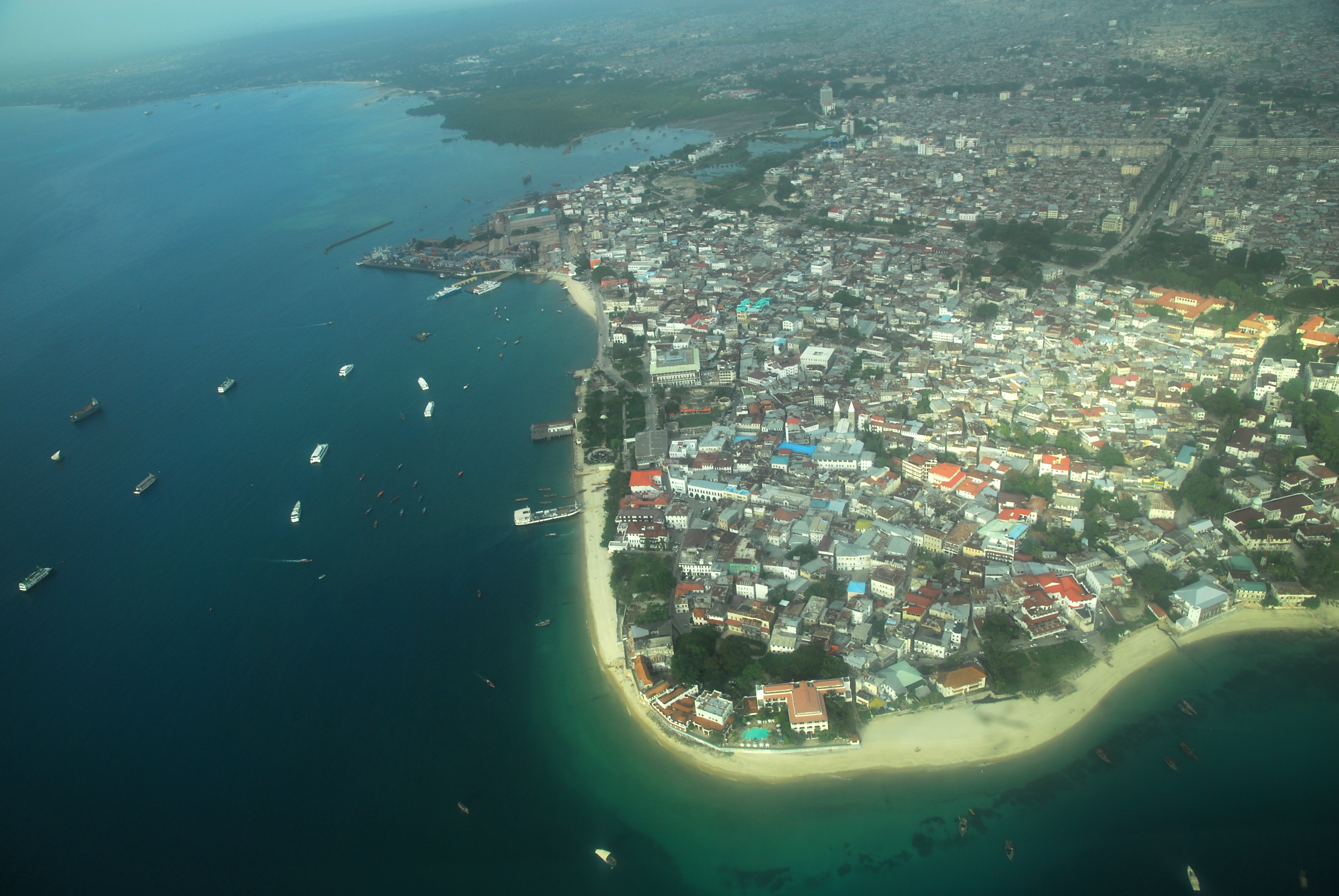
Flygbild över Stone Town.